# 休伊茨維爾 (伊利諾伊州)
休伊茨維爾（英語：Hewittsville）是位於美國伊利諾伊州克里斯蒂安縣的一個非建制地區。該地的面積和人口皆未知。

## 地理
休伊茨維爾的座標為39°32′10″N 89°13′00″W / 39.53611°N 89.21667°W，而該地的平均海拔高度為187米（即614英尺）。